# 帶子英雄
《帶子英雄》（英語：Hero Daddy），2010年的華視八點檔連續劇，採用HD數位畫質拍攝。講述失婚的男子王青雲和失婚女子芭芭拉之間的愛情故事。

## 演员表

### 王家
| 演员   | 角色          | 昵称／关系／剧情介绍 |
| 检场   | 王有全        | 有全 陈碧兰之夫 王青原、王青云之父 林琼美之公公 游绿萍之前公公 王怡婷（何怡婷）之养祖父 王婉妮之伯父                                                 |
| 杨丽音 | 陈碧兰        | 碧兰 王有全之妻 王青原、王青雲之母 林琼美之婆婆 游绿萍之前婆婆 王怡婷（何怡婷）之养祖母 王婉妮之伯母                                                 |
| 谢其文 | 王青原        | 青原 林琼美之夫 董珠莉之前情夫 王有全、陈碧兰之子 王怡婷（何怡婷）之养伯父 王婉妮之堂哥                                                              |
| 谢丽金 | 林琼美        | 琼美 王青原之妻 王有全、陈碧兰之媳妇 王青云之大嫂 王怡婷（何怡婷）之养伯母 王婉妮之堂嫂 - 第40集怀孕                                                 |
| 李李仁 | 王青云        | 青云 沈静芬（芭芭拉）之男友 游绿萍之前夫 王怡婷（何怡婷）之养父 王有全，陈碧兰之子 王青原之弟 王婉妮之堂哥 方家栋之友 吴亚昌之房客 - 第1集跟绿萍离婚 |
| 蓝爱子 | 王怡婷 何怡婷 | 详见何家 |
| 朱芯仪 | 王婉妮        | 婉妮 王有全、陈碧兰之姪女 王青原、王青雲之堂妹 王怡婷（何怡婷）之养姑姑 从美国回来而住在王家，后为了躲吴亚昌而回美国                                 |
| 布朗妮 | 乐乐          | 林琼美之宠物 |

### 何家
| 演员   | 角色          | 昵称／关系／剧情介绍 |
| 葛蕾   | 何母          | 老夫人 何建国、何建民之母 沈静芬（芭芭拉）、游绿萍之婆婆 何柔雅、王怡婷（何怡婷）之祖母                                                           |
| 关德辉 | 何建国        | 建国 沈静芬（芭芭拉）之夫 何柔雅之父 何母之子 何建民之兄 王怡婷（何怡婷）之伯父 沈嘉兴之姐夫 被何建民和张浩开车撞死                               |
| 关德辉 | 何建民        | 建民 游绿萍之夫 王怡婷（何怡婷）之父 何母之子 何建国之弟 何柔雅之叔叔 - 第40集自杀身亡                                                            |
| 张本渝 | 游绿萍        | 绿萍 何建民之妻 王青云之前妻 王怡婷（何怡婷）之母 何母之媳妇 何柔雅之婶婶 王有全、陈碧兰之前媳妇 - 第1集跟青云离婚                                |
| 吳兆絃 | 何柔雅        | 雅雅 何建国、沈静芬（芭芭拉）之女 何母之孙女 何建民之姪女 王怡婷（何怡婷）之堂姐 因目睹建国出车祸而得到创伤后压力                                 |
| 蓝爱子 | 王怡婷 何怡婷 | 婷婷 何建民、游绿萍之女 王青云之养女 何母之孙女 何建国之姪女 何柔雅之堂妹 王有全、陈碧兰之养孙女 王青原、王婉妮之养姪女 方家栋之干女儿 沈嘉兴之友 |
| 李翊   | 张浩          | 何建民之秘书 - 第40集被捕 |

### Together
| 演员   | 角色          | 昵称／关系／剧情介绍                                      |
| 张凤书 | 沈静芬 芭芭拉 | 详见沈家                                                  |
| 林嘉俐 | 董珠莉        | Julie 王青原之前情妇 Together之合伙人 怀了青原的孩子 ep20 |
| 是元介 | 林慕凡        | 阿烈 Together之吧台调酒师                                 |
| 小call | 宝妹          | Together之吧台调酒师                                      |
| 谢坤达 | 杨芳奇        | 阿奇 房屋仲介                                             |

### 沈家
| 演员   | 角色          | 昵称／关系／剧情介绍                                                                                                   |
| 张凤书 | 沈静芬 芭芭拉 | 静芬、芭芭拉 王青雲之女友 何建国之妻 何柔雅之母 何母之媳妇 何建民之大嫂 王怡婷（何怡婷）之伯母 沈嘉兴之姐 吴亚昌之房客 |
| 吴仲强 | 沈嘉兴        | 嘉兴 沈静芬（芭芭拉）之弟 王怡婷（何怡婷）之友                                                                         |

### 吴家
| 演员   | 角色   | 昵称/关系/剧情介绍                                        |
| 朱陆豪 | 吴亚昌 | 亚昌 小小之男友 吴亚卉之兄 王青云、沈静芬（芭芭拉）之房东 |
| 林如琦 | 吴亚卉 | 亚卉 方家栋之前妻 吴亚昌之妹                              |

### 方家
| 演员   | 角色   | 昵称／关系／剧情介绍                                           |
| 李运庆 | 方家栋 | 家栋 陈宇萱之夫 吴亚卉之前夫 王青云之友 王怡婷（何怡婷）之干爸 |
| 何以奇 | 陈宇萱 | 萱萱 方家栋之妻 Together之员工 奇魅杂志社之员工                |

### 其他演员
| 演员   | 角色   | 昵称／关系／剧情介绍         |
| 徐乃麟 | 房东   | 王青云和游绿萍所租的房子房东 |
| 赖琇中 | 小咪   | 美原牙医诊所之护士           |
| 王秀如 | 吴老师 | 王怡婷（何怡婷）之老师       |
| 江冠宏 | 阿不拉 | 讨债公司之老大               |
| 廖慧珍 | 小小   | 吴亚昌之女友                 |

## 電視劇歌曲
| 曲別   | 歌名           | 演唱者 | 作詞   | 作曲   |
| 片頭曲 | 向前衝         | 王宏恩 | 王宏恩 | 王宏恩 |
| 片尾曲 | 總算我們也愛過 | 郭靜   | 陳韋伶 | 陳韋伶 |

## 製作團隊
- 監製：李繼賢
- 製作人：梁漢輝、徐志怡
- 編審：王冠
- 故事原創：杜政哲
- 編劇統籌：徐志怡、吳維君
- 編劇：劉宇均、卡蜜兒、林純華、張綺恩、月彙、吳德元、李婕瑀、許哲彬
- 導演：蔣凱宸
- 製作公司：東映製作有限公司、朵拉瑪娛樂有限公司

| 工作人員 - 策劃：林志遠、鄭淑美 - 統籌：林曉君 - 外景導演：蔣孝立 - 執行：鄭宏 - 副導：張錦慧 - 場記：林木榮 - 攝影師：許智為 - 攝影助理：蘇聖益、谷文詳 - 燈光師：游勝昌 - 燈光助理：鄭立芳、王煒智 - 美術：周志憲 - 美術助理：陳家榮、葉睿濠 - 造型：游雯淇 - 化妝：趙俐雯 - 梳妝：陳麗文 - 梳化助理：王怡雯 - 服裝管理：黃念慈 - 場務：莊恆山 - 武術指導：王俊惟 - 劇照師：葉素貞 - 後製統籌：傅婷妤 - 行政：林佩蓉、王千富 - 行政助理：梁予亭 - 剪輯：合瑪製作股份有限公司、陳彥廷 - 攝影器材公司：合瑪製作股份有限公司 - 音效：簡淑歡、葉約瑟 - 後製錄音：嘉莉錄音工房 - 音樂製作人：梁正輝、王廣武（普通人音樂） - 配樂編曲：梁正輝、陳韻若（普通人音樂）、嘉莉錄音工房 - 配樂後期：普通人音樂 | 華視工作人員 - 美術指導：賴俊傑 - 技術指導：彭賢正、周清泉、林廷輝 - 視訊：羅寶財、鄭武昌、汪大成、陳飛汎、趙錫功 - 攝影：馬國鈞、龔中和、吳再勝、丘財琳、趙志信、江興龍、田達淞、陳璿安 - 成音：林金聲、陳良成、朱維信、張正凱、邱桂雄 - 現場指導：林阿輝、鄭人維 - 助理導播：許珮蒨、林宛蓁、黃珮瑜 - 導播：劉美杏、丁光慈 - 後製工程：華視後製中心 - 宣傳：華視公關中心、華視OAP小組 - 片頭設計：周開景 - 電腦繪圖：熊一飛 |

## 收視率
| 播映日期               | 週數 | 平均收視率 | 排名 | 集數  | 備註   |
| ---------------------- | ---- | ---------- | ---- | ----- | ------ |
| 2010年6月22日－6月24日 | 1    | 0.69       | 5    | 01-03 |        |
| 2010年6月28日－7月1日  | 2    | 0.94       | 5    | 04-07 |        |
| 2010年7月5日－7月8日   | 3    | 0.92       | 5    | 08-11 |        |
| 2010年7月12日－7月15日 | 4    | 0.88       | 5    | 12-15 |        |
| 2010年7月19日－7月22日 | 5    | 0.96       | 5    | 16-19 |        |
| 2010年7月26日－7月29日 | 6    | 0.83       | 6    | 20-23 |        |
| 2010年8月2日－8月5日   | 7    | 0.64       | 5    | 24-27 |        |
| 2010年8月9日－8月12日  | 8    | 0.68       | 5    | 28-31 |        |
| 2010年8月16日－8月19日 | 9    | 0.61       | 6    | 32-35 |        |
| 2010年8月23日－8月26日 | 10   | 0.68       | 5    | 36-39 |        |
| 2010年8月30日          | 11   | 0.98       | 4    | 40    | 完結篇 |
| 周收視平均             | -    | 0.80       | -    |       |        |

- 同時段節目：
  - 大愛《情義月光／幸福的青鳥／那一年鳳凰花開時》

由AGB尼爾森調查，調查範圍是台灣四歲以上收看電視之觀眾。 

資料來源：中時娛樂、凱絡媒體週報

## 外部連結
- 官方网站－華視（繁體中文）
- 官方部落格－新浪部落（繁體中文）
- 帶子英雄的Facebook專頁（繁體中文）

| 華視主頻 每週一至週四 20:00 - 22:00       | 華視主頻 每週一至週四 20:00 - 22:00                                                        | 華視主頻 每週一至週四 20:00 - 22:00 |
| ----------------------------------------- | ------------------------------------------------------------------------------------------ | ----------------------------------- |
|                                           | 帶子英雄 （2010年6月22日－2010年8月30日）                                                  |                                     |
| 天師鍾馗 （2010年5月18日－2010年6月21日） | 張小五的春天 （2010年8月31日－2010年9月21日） 老大的幸福 （2010年9月21日－2010年10月27日） |                                     |